# Ферментойнш
Ферментойнш (порт. Fermentões)  —  район (фрегезия) в Португалии,  входит в округ Брага. Является составной частью муниципалитета  Гимарайнш. Находится в составе крупной городской агломерации Большое Минью. По старому административному делению входил в провинцию Минью. Входит в экономико-статистический  субрегион Аве, который входит в Северный регион. Население составляет 4137 человек на 2001 год. Занимает площадь 3,84 км².
Покровителем района считается Святая Евлалия (порт. Santa Eulália). 